# 馮素波
馮素波（英語：Alice Fung So Bor，1944年8月7日—），香港女演員，為前亞洲電視及香港電視網絡（HKTV）電視劇女演員，曾為無綫電視部頭合約女藝員。

## 背景

### 早年生活
馮素波出生於演藝世家，其父冯峰是1960年代粵語電影演員和导演。她共有10名弟妹，同父異母的九妹馮寶寶是香港著名演員，而已故七弟馮克安是1970至1980年代功夫電影演員及武術指導，於印尼經商的六弟馮志安曾干犯偽造文書及訛騙罪，八弟馮吉隆是前無綫電視高層，排行第十一的弟弟則是前香港警務處總警司馮國安。由於自小出入片場的關係，馮素波自小已經認識已故演員伊秋水和馮應湘。
她於廣東省廣州市高第街素波巷出世，後來前往香港讀姨婆與友人在太子道369號樓下開設的潔瑩幼稚園。七歲，即1951年起於鑽石山大磡村對面永康園入讀永康中學附屬小學（小一）。後分別就讀深水埗德貞小學、般含道一帶的西南中學（小學部）、皇后大道西506-508號凱銘學校、英皇道琴行街錫光學校、香港培道小學（小五）以及廣州至寶橋五中心小學（小四讀起至小六畢業）。1950年代末於廣州荔灣區就讀西關培英中學（當年稱為廣州市第二十九中學），1959年隨父親回到香港九龍城太子道影城酒店定居，曾入讀新法書院，此後因文化大革命前後的政治動盪情況而沒有回廣州完成學業。
「馮素波」一名是以廣州市素波巷來命名的；位於該處的一所留產所是她的出生地。她童年時已喜歡扮粵劇做手，又會唱粵曲。馮素波於1964年在母親張雪英提議下，與沈芝華、陳寶珠、蕭芳芳、薛家燕、王愛明及馮寶寶六位同樣自粵語片童星出身的女影星結拜為「七公主」，以馮素波排行最大。她小時候與李小龍相識，二人因在鑽石山片場附近的宿舍生活而結緣。當時李氏曾與她到田野間遊玩。馮素波及後跟他失去聯絡，直至他從美國學成歸來不久才在一次聚會中重遇。
居所方面，馮素波於中國內地出生，因戰亂問題由馮峰其中一位妻子張雪英帶到香港生活。期間於1949年居住在九龍九龍城聯合道一幢三層高的樓宇，輾轉移居土瓜灣宋王臺北帝街123號的一間鐵皮屋、鑽石山大磡村大觀片場附近的石屋、石塘咀山道街巿的一間前舖後居板間房，再於北角馬寶道的唐樓生活，1954年遷到馬頭角道一幢住宅居住。

### 演藝界發展

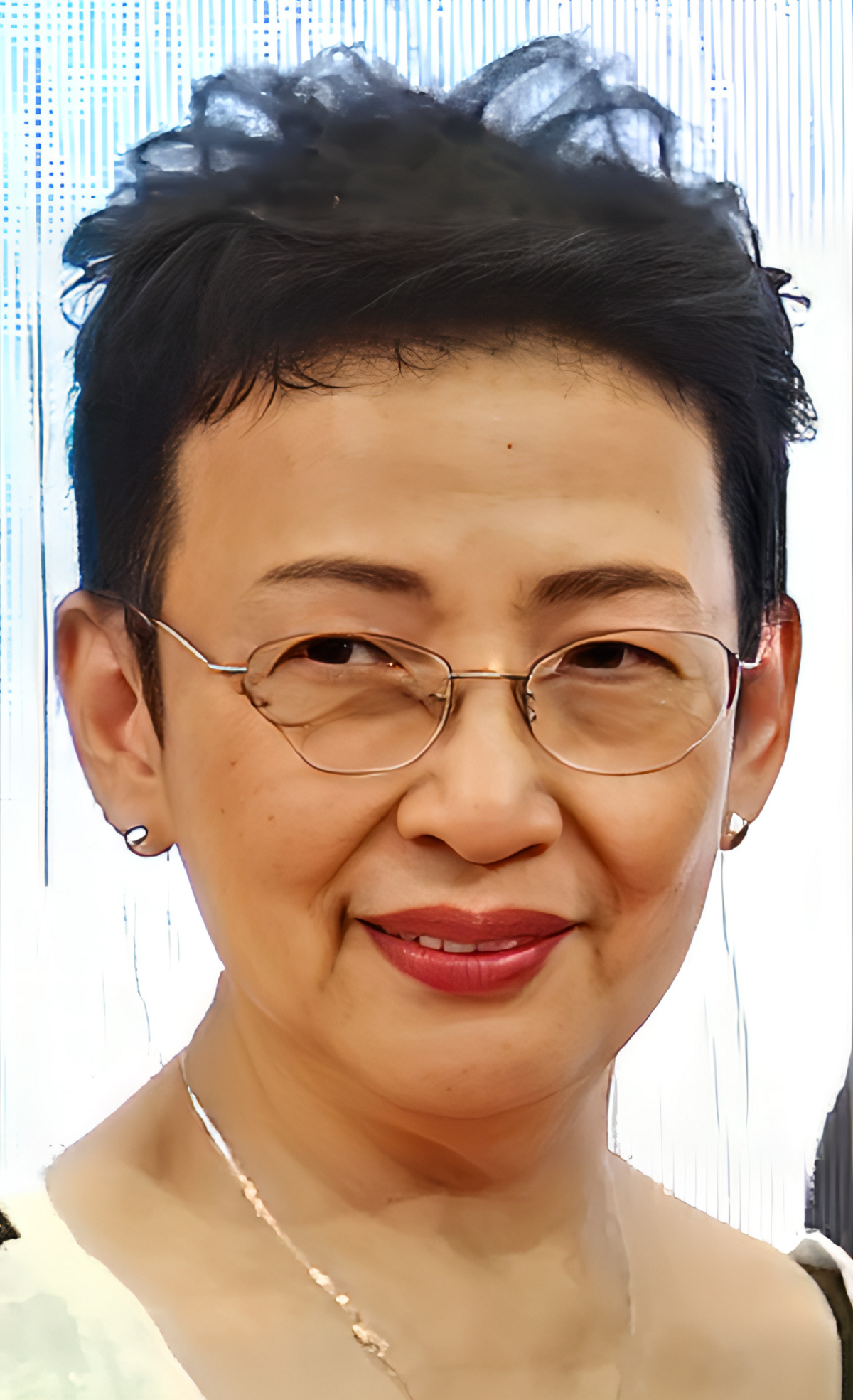
2018年5月出席舞台劇《偶然·徐志摩》東華三院慈善首演場發佈會

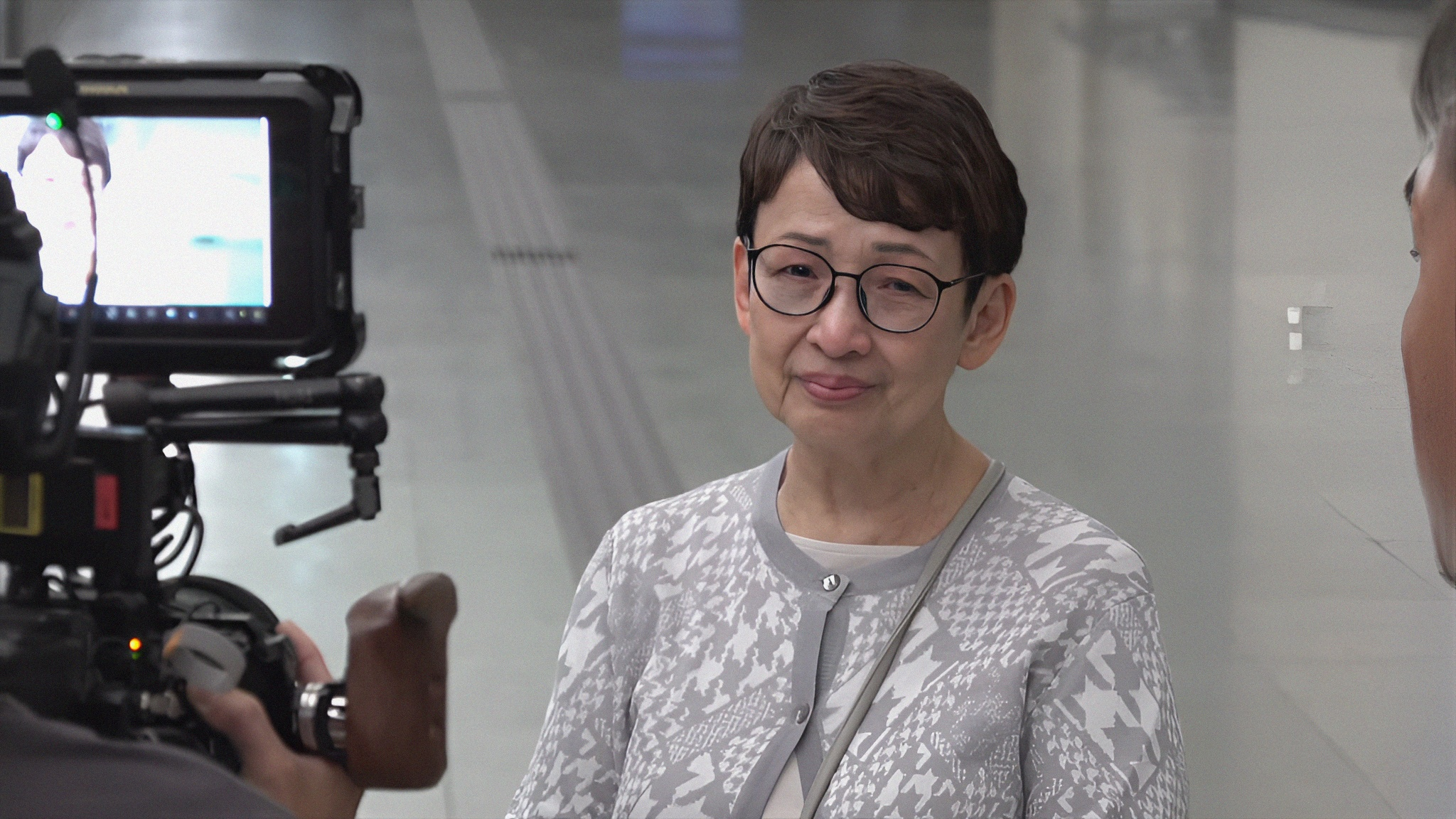
2023年11月為港鐵拍攝宣傳片

馮素波小學畢業後隨父親回到廣州，並於當地完成中學課程，且到南國粵劇學院（即南國藝術學院）學藝。她在1960年代跟許佩學唱歌，學成以來於1965年起在尖沙咀瓊宮酒樓夜總會任駐場歌手。自從1967年七公主拍攝了電影《七公主》之後，適逢啟德遊樂場開幕，一位夜總會老闆邀請她與其餘六公主登台唱歌。於是漸漸獲得更多機會。在得到夜總會老闆的鼓勵下，馮素波決定在其夜總會當了歌手數個月。同時暫時放棄演戲事業。不久認識了一對從事雜技行業的兄妹，並獲對方介紹而認識一位泰國夜總會「Honey Night Club」負責人。馮往後前往當地發展歌唱事業，曾隨駐場樂隊赴泰國皇宮吉拉達宮花園於泰王拉瑪九世（普密蓬）等皇室成員面前獻唱《綠島小夜曲》與《玫瑰玫瑰我愛你》。十一個月後因簽證問題而離開泰國，結果在1967年被安排到越南胡志明市演出。然而到達當地未幾便被迫滯留酒店一個月，得建築公司員工協助下再乘飛機折返泰國，輾轉回到香港。她於泰國發展時期被電影片商相中洽談合約，最終沒有成事。
馮素波其後被香港夜總會「Show Boat」的女老闆邀請，加入其公司當歌手，為時三個月。該名女老闆於完約之際借出馮到新加坡為「北京樓」飯店的老闆登台演出六個月。至1969年及1970年，馮素波到旺角「海天歌廳」兼唱早場及夜場，同期在尖沙咀「仙樂斯舞廳」、「帝國夜總會」以及「皇都夜總會」唱國語時代曲。1980年，香港夜總會轉型。馮素波的年齡漸長，加上要照顧家庭，需要穩定的生活。最後選擇到一所百貨公司的倉務部任職倉務文員，負責處理工人與貨場物流的溝通協調。有一次無綫電視《歡樂今宵》製作組的幕後人員來到她工作的貨場物色職場受訪者，接受電視訪問。她被選中成為受訪者。當訪問片段於1984年播出後，亞洲電視監製查傳誼主動聯絡她復出，出演電視劇集《蝴蝶血》。另一位監製阮惠源也邀請她出演其中一套劇集《我愛美人魚》。此前在至1983年，張之珏曾透過前樂師兼當年任職兼亞洲電視廣告部的張振輝，即馮之丈夫聯絡馮出演《情難再》。時任亞洲電視監製徐小明得知馮亮相幕前，便勸馮正式重投幕前兼辭去倉務文員一職。
1990年，馮素波被挖角到無綫電視。然後一直為無綫電視服務至2012年。她在1980年代復出後曾在灣仔經營酒廊「H二○」，另外於尖沙咀開設酒廊「寶麗廊」。2012年，馮素波與無綫約滿後，隨即轉投王維基旗下的香港電視網絡至2014年離開香港電視網絡，結束2年的賓主關係，至2015年5月獲曾勵珍邀請，重投無綫電視。2020年開始，馮素波與無綫電視改簽一年一騷合約，故她可以替無綫電視以外的媒體拍攝劇集。2022年11月，馮素波參演的無綫劇集《超能使者》及ViuTV劇集《繩角》在同一時段播出，馮素波因此罕有地同時在兩個電視台亮相。然而這次巧合反成為其與無綫交惡的導火線之一，馮素波在2024年離開無綫後受訪時表示，她在2022年接拍《繩角》時已向無綫藝員部申請。由於當時她已改簽一年一騷合約，故藝員部話事人並不能阻止她拍攝。不過，她指出其後該話事人反質疑她為何不及早通知公司《繩角》會與《超能使者》同時段播出，又問及她會否出席《繩角》的劇集宣傳活動。馮素波認為此舉觸怒了高層，以致她之後在無綫的工作大減。
2021年，馮素波應邀擔任商業一台節目《樂齡王國》嘉賓主持至今。2024年3月，她於社交媒體上宣佈離開無綫電視。同年5月憑由麥婉欣執導、關於「關注虐老」的短片《垃圾》而獲得其首個演員獎項 — 法國康城世界影展（World Film Festival in Cannes）最佳女演員（短片）。

### 其他資料
馮在2010年代中期獲製作公司招手籌辦演唱會。其契機始於1990年代參演《真情》時被公司安排到北京演出。活動單位知道馮歌藝了得，曾邀請她為樓盤開幕禮表演。而2012年，環星娛樂也請她獻唱。製作公司遂於2014年起冠名贊助馮開個人演唱會。此外，馮素波是日本佛教組織「香港國際創價學會」的會員，亦是組織內社會本部之「演藝組」組員。
其誼父是已故粵劇演員謝醒伯。

## 演出作品

### 電影
- 1950年：《細路祥》飾  阿珠
- 1950年：《脂粉生涯》
- 1956年：《小冤家》飾  蔡小翠
- 1961年：《紮腳小紅娘》飾  崔鶯鶯
- 1961年：《小狀元》飾  李素琴
- 1961年：《義乞存孤》飾  保華
- 1961年：《小孤女》飾  阿女
- 1962年：《紅孩兒》飾  觀音大士
- 1962年：《孖生小藝人》飾  謝美嫦
- 1964年：《滿堂吉慶》飾  范彩鳳
- 1964年：《如來神掌》飾  金髮紅綾柳明鶯
- 1965年：《月光光》飾  顧老師
- 1967年：《七公主》飾  金翠霞
- 1989年：《飛越黃昏》
- 1991年：《烈火情仇》
- 1993年：《哥哥的情人》
- 1994年：《我和春天有個約會》
- 1994年：《神探磨轆》
- 1995年：《慈雲山十三太保》飾  陳華母
- 1996年：《金榜題名》飾  飛全母
- 1997年：《奪舍》
- 1997年：《精裝難兄難弟》
- 1999年：《失業皇帝》飾  羅太
- 2001年：《殺科》
- 2014年：《魔警》飾  婆婆
- 2015年：《五個小孩的校長》飾  呂慧紅母
- 2016年：《使徒行者》
- 2017年：《我們的6E班》
- 2018年：《兄弟班》
- 2020年：《死因無可疑》飾  校長
- 2022年：《過時·過節》
- 2024年：《不是你不愛你》飾 芬姨
- 2025年：《紅豆》飾 根嬸
- 2025年：《虎毒不》飾
- 待定：《觸電》飾 阿蘭

### 微電影/短片
- 2012年： 東華三院～越半「更」精彩 之《當更年期遇上青春期》 飾　林一鳴
- 2013年： 開心頻道微電影《微藍》 飾　周雁
- 2014年： 環保訊息微電影《白色控訴》
- 2015年： 婆媳之間的4堂課 - 第1課《糯米粿》 飾　嫲嫲
- 2015年： 婆媳之間的4堂課 - 第2課《嫲嫲要放假》 飾　嫲嫲
- 2015年： 婆媳之間的4堂課 - 第3課《做人新抱甚艱難》 飾　嫲嫲
- 2015年： 婆媳之間的4堂課 - 第4課《大人的時間表》 飾　嫲嫲
- 2016年： 浸大60周年校慶6x10短片《臭豆腐同鄉會》 飾　波姐
- 2016年： 內地微電影《華麗背後的秘密》(上、下集)
- 2016年： 詩琳美容微電影《承諾 給您一輩子的美麗》
- 2017年： 壹品豆漿微電影《豆漿的秘密》
- 2017年： 瑞士天梭表短片《及時愛家人》 飾　Jo的媽媽
- 2023年： 短片《垃圾》（麥婉欣執導）

### 電視劇（亞洲電視）
*以下列表只記錄馮素波演出過的劇集作品，若有遺漏，請協助補充相關資料。
| 首播   | 劇名                     | 角色       |
| 1983年 | 情難再                   | 香美嬌     |
| 1984年 | 蝴蝶血                   | 汪婉玲母   |
| 1984年 | 霍東閣                   | 霍東閣母   |
| 1984年 | 我愛美人魚               | 方樺       |
| 1986年 | 越女劍                   | 青兒母     |
| 1986年 | 少林五壯士               | 李小環     |
| 1986年 | 秦始皇                   | 越女劍掌門 |
| 1986年 | 哪吒                     | 李夫人     |
| 1986年 | 濟公活佛                 |            |
| 1986年 | 清末四大奇案之楊月樓奇案 | 韋寶寶母   |
| 1987年 | 天橋                     | 劉瑞芳     |
| 1988年 | 武林故事                 | 紅海棠     |
| 1988年 | 張保仔                   | 張保仔母   |
| 1989年 | 愛情蝙蝠俠               | 阿蓮       |
| 1989年 | 天堂夢                   | 程老太     |
| 1989年 | 皇家檔案III之天涯無路    | Rose       |
| 1990年 | 大富大貴                 |            |
| 1990年 | 赤子雄風                 |            |
| 1990年 | 還看今朝                 |            |
| 1990年 | 血染紫禁城               | 孝靜皇太妃 |

### 電視劇（無綫電視）
| 首播   | 劇名                  | 角色               |
| 1990年 | 自梳女                | 娟 母              |
| 1991年 | 今生無悔              | 林淑芳             |
| 1991年 | 大家族                | 何雪梅             |
| 1992年 | 壹號皇庭              | 聰 母              |
| 1992年 | 馬場大亨              | 陸 萍              |
| 1992年 | 夢斷銀城              | —                  |
| 1993年 | 如來神掌再戰江湖      | 乳 娘              |
| 1993年 | 壹號皇庭II            | 梁美英             |
| 1994年 | 金毛獅王              | 王 愛              |
| 1994年 | 壹號皇庭III           | 梁美英             |
| 1995年 | 情濃大地              | 馮 媽              |
| 1995年 | 聊齋之秋月還陽        | 婦 人              |
| 1995年 | 神鵰俠侶              | 孫婆婆             |
| 1995年 | 壹號皇庭IV            | 梁美英             |
| 1995年 | 刑事偵緝檔案          | 馮 嬌              |
| 1995年 | 刑事偵緝檔案II        | 冬外婆             |
| 1995年 | 尋龍劍俠賴布衣        | 賴布衣母親         |
| 1996年 | 900重案追兇           | 許陳美好           |
| 1996年 | 新上海灘              | 力 母              |
| 1996年 | 笑傲江湖              | 啞婆婆             |
| 1996年 | 天地男兒              | 鄧玉華             |
| 1997年 | 壹號皇庭V             | 梁美英             |
| 1997年 | 難兄難弟              | 珠 母              |
| 1997年 | 廉政追緝令            | 陳春梅             |
| 1997年 | 隱形怪傑              | 蔣卓玉芬           |
| 1997年 | 美味天王              | 王娟娟             |
| 1997年 | 真情                  | 董太(第437集)      |
| 1998年 | 聊齋（貳）之綠野飛仙  | 老 師              |
| 1998年 | 妙手仁心              | 陳文鳳             |
| 1999年 | 人龍傳說              | 鍾大媽             |
| 1999年 | 洗冤錄                | 康皇妃             |
| 1999年 | 吾係差人              | 李婉琴             |
| 1999年 | 先生貴性              | 羅碧娟             |
| 2000年 | 大囍之家              | 謝 蘭              |
| 2000年 | 十月初五的月光        | 歡 姐              |
| 2001年 | 七姊妹                | 娟 母              |
| 2001年 | 酒是故鄉醇            | 鄧 蓮              |
| 2001年 | 倚天屠龍記            | 金花婆婆           |
| 2002年 | 皆大歡喜              | 婆 婆              |
| 2002年 | 洛神                  | 甄張氏             |
| 2003年 | 智勇新警界            | 馮淑莊             |
| 2003年 | 九五至尊              | 郭引娣             |
| 2003年 | 金牌冰人              | 九奶奶             |
| 2003年 | 衝上雲霄              | 蕭 芳              |
| 2004年 | 足秤老婆八両夫        | 麥靳萊             |
| 2004年 | 隔世追兇              | Annie              |
| 2004年 | 青出於藍              | 馬少枝             |
| 2005年 | 皆大歡喜              | 孫 太              |
| 2005年 | 心花放                | 薛陳喜             |
| 2005年 | 御用閒人              | 廖大媽             |
| 2005年 | 酒店風雲              | 陸常歡             |
| 2005年 | 奪命真夫              | 林玉霞             |
| 2005年 | 識法代言人            | 楊美瓊             |
| 2006年 | 施公奇案              | 游芯葆             |
| 2006年 | 高朋滿座              | 祥 嫂              |
| 2006年 | 滙通天下              | 趙 燕              |
| 2006年 | 法證先鋒              | 容 嬸              |
| 2006年 | 鳳凰四重奏            | 莘 順              |
| 2006年 | 刑事情報科            | 雷紅萍             |
| 2006年 | 火舞黃沙              | 輔璋嫂             |
| 2006年 | 肥田囍事              | 輝 母              |
| 2006年 | 心理心裏有個謎        | 萬談玉英           |
| 2007年 | 突圍行動              | 寶 姐              |
| 2007年 | 亂世佳人              | 芬 姨              |
| 2007年 | 師奶兵團              | 權外母             |
| 2007年 | 爸爸閉翳              | 韋秀蘭             |
| 2007年 | 建築有情天            | 霍 萍              |
| 2007年 | 溏心風暴              | 陳金鳳             |
| 2007年 | 奸人堅                | 羅大嬸             |
| 2008年 | 野蠻奶奶大戰戈師奶    | 闊太（第4集）      |
| 2008年 | 千謊百計              | 老 婦（第20集）    |
| 2008年 | 秀才愛上兵            | 立冬媽             |
| 2008年 | 律政新人王II          | 白 薇              |
| 2008年 | 古靈精探              | 愛斯梅達           |
| 2008年 | 師奶股神              | 黃呂笑君           |
| 2008年 | 溏心風暴之家好月圓    | 佘麗梅             |
| 2008年 | 畢打自己人            | 李 鳳              |
| 2008年 | Click入黃金屋         | 蘭 姨              |
| 2009年 | 學警狙擊              | Wendy母            |
| 2009年 | 老婆大人II            | Nancy              |
| 2009年 | 古靈精探B             | 歡 婆              |
| 2009年 | 富貴門                | 王麗水             |
| 2009年 | 美麗高解像            | 兒母親             |
| 2010年 | 秋香怒點唐伯虎        | 乳 娘              |
| 2010年 | 鐵馬尋橋              | 萍                 |
| 2010年 | 掌上明珠              | 洪陳君如           |
| 2010年 | 談情說案              | 梁秀娥             |
| 2010年 | 情越雙白線            | 儀                 |
| 2010年 | 女人最痛              | 言淑德             |
| 2010年 | 摘星之旅              | 發 嫂              |
| 2010年 | 公主嫁到              | 昭婆婆             |
| 2010年 | 讀心神探              | 盧瑞香             |
| 2010年 | 刑警                  | 張 婆              |
| 2010年 | 誘情轉駁              | 崔 太              |
| 2010年 | 囧探查過界            | 何淑蘭             |
| 2011年 | 仁心解碼              | 李 嬌              |
| 2011年 | Only You 只有您       | 珊 母              |
| 2011年 | 點解阿Sir係阿Sir      | 方彩芬             |
| 2011年 | 花花世界花家姐        | 闊 太              |
| 2011年 | 真相                  | Danny母            |
| 2011年 | 不速之約              | 江金華喜           |
| 2011年 | 九江十二坊            | 尼 姑              |
| 2011年 | 法證先鋒III           | 雲 姐              |
| 2012年 | 當旺爸爸              | 執金婆婆           |
| 2012年 | 盛世仁傑              | 梁彩蝶             |
| 2012年 | 飛虎                  | 吳愛慈             |
| 2012年 | 回到三國              | 吳國太             |
| 2012年 | 怒火街頭2             | 米利堅             |
| 2012年 | 雷霆掃毒              | 蔡金姑             |
| 2012年 | 名媛望族              | 雪艷紅             |
| 2012年 | 大太監                | 曹 菊              |
| 2012年 | 我外母唔係人          | 張 媽              |
| 2012年 | 法網狙擊              | 七 嬸              |
| 2013年 | 凶城計中計            | 何秀喜             |
| 2013年 | 金枝慾孽貳            | 富察氏（淑貴太妃） |
| 2013年 | 情越海岸線            | 五姨媽             |
| 2016年 | 幕後玩家              | 陸惠萍             |
| 2016年 | 致命復活              | 賴惠卿             |
| 2017年 | 迷                    | 鄭淑霞             |
| 2017年 | 不懂撒嬌的女人        | 超 母              |
| 2017年 | 蘭花刼                | 星 母              |
| 2017年 | 賭城群英會            | 黃 媽              |
| 2017年 | 愛·回家之開心速遞     | 妙 婆              |
| 2017年 | 踩過界                | 琛仔母親（馬如玉） |
| 2017年 | 燦爛的外母            | 李英潔（潔姐）     |
| 2017年 | 誇世代                | 王玉蓮（蓮姨）     |
| 2018年 | 平安谷之詭谷傳說      | 陸三姑             |
| 2018年 | 翻生武林              | 蘇素素（齋姨）     |
| 2018年 | 逆緣                  | 趙 燕              |
| 2018年 | 是咁的，法官閣下      | 譚愛妹             |
| 2019年 | 福爾摩師奶            | 陳大媽             |
| 2019年 | 鐵探                  | 馬書玲             |
| 2019年 | 白色強人              | 王 梅              |
| 2019年 | 十二傳說              | 陳燕霞             |
| 2019年 | 包青天再起風雲        | 高昌王后           |
| 2019年 | 她她她的少女時代      | 梁笑梅             |
| 2019年 | 牛下女高音            | 陳師奶             |
| 2019年 | 丫鬟大聯盟            | 月 波              |
| 2020年 | 黃金有罪              | 孫 桂              |
| 2020年 | 法證先鋒IV            | 黃婆婆             |
| 2020年 | 那些我愛過的人        | 陳玉蘭             |
| 2020年 | 迷網                  | 耀 母              |
| 2020年 | C9特工                | 伸 母              |
| 2020年 | 踩過界II              | 馬如玉             |
| 2020年 | 香港愛情故事          | 梁金水             |
| 2021年 | 陀槍師姐2021          | 許 太              |
| 2021年 | 七公主                | 香 姑              |
| 2021年 | 我家無難事            | 林玉香（香姑）     |
| 2021年 | 換命真相              | 方 芳（芳姨）      |
| 2021年 | 十月初五的月光        | 胡 桃              |
| 2022年 | 金宵大廈2             | 倩儀外婆           |
| 2022年 | 雙生陌生人            | 陳笑歡             |
| 2022年 | 十八年後的終極告白2.0 | 明光婆婆           |
| 2022年 | 痞子殿下              | 太                 |
| 2022年 | 超能使者              | 梅吟霜（梅姐）     |
| 2022年 | 輕·功                 | 孟 婆              |
| 2022年 | 有種好男人            | 姚美姿             |
| 2023年 | 新四十二章            | 洪 菲              |
| 2023年 | 隱形戰隊              | 客 人              |
| 2023年 | 法言人                | 施洪美華           |
| 2023年 | 羅密歐與祝英台        | 串咀阿婆           |

### 電視劇（ViuTV）
| 首播   | 劇名              | 角色    |
| 2022年 | 繩角              |         |
| 2024年 | 出租大叔          | Pauline |
| 2025年 | 弊傢伙 我要去祓魔 | 龍角    |

### 電視劇（香港電視網絡）
| 首播   | 劇名           | 角色   |
| 2014年 | 來生不做香港人 | 祥母   |
| 2015年 | 我阿媽係黑玫瑰 | 何忍   |
| 2015年 | 導火新聞線     | 譚娥   |
| 2015年 | 末日+5         | 金花   |
| 2015年 | 惡毒老人同盟   | 洪千嬌 |

### 電視劇（香港電台）
| 首播                                         | 劇名                           | 角色       |
| 1988年                                       | 人間有情：別矣冬日             |            |
| 1991年                                       | 性本善：帶菌者                 |            |
| 1998年                                       | 打工仔：帶病的人               | 雯姐       |
| 2000，2004年                                 | 鐵窗邊緣                       |            |
| 2011年                                       | 女人多自在：圓月               | 蓉姐       |
| 2012年                                       | 毒海浮生：我選我路(上)         |            |
| 2012年                                       | 賭海迷徒：槍後七日             | 威哥之母親 |
| 2014年                                       | 社企有道II：仁心仁術           |            |
| 2015年                                       | 臨界點：超光速追夢者           |            |
| 獅子山下2015：記號－我們年輕，但我們也有過去 | 新婆婆                         |            |
| 2016年                                       | 有倉出租                       | 芳芳       |
| 2016年                                       | 我的家庭醫生II：馬醫生的老友記 | 林太       |

### 電視劇（廣東廣播電視台）
| 首播   | 劇名       | 角色                   |
| 2014年 | 同居男女II | 梁嘉豪母親（特別演出） |

### 音樂錄像
- 2016年：鄭世豪 《伴隨》
- 2023年：麗英 《全死角美少女戰士》
- 2023年：許志安 《不枉》
- 2023年：Nowhere Boys 《我們的移動城堡》

### 廣播劇
- 2002年：香港電台《故事說不完之心結》 聲演 黃秋萍

### 舞台劇
- 2006年2月4日-11日：《白蛇新傳》（香港演藝學院歌劇院）
- 2017年8月9日-11日：《誰來愛我》（香港大會堂音樂廳）
- 2018年6月29日-7月2,6-8,12-15日：《偶然‧徐志摩》（香港演藝學院歌劇院）

### 演唱會
- 2013年7月26日：《大眼雞余子明子明導勝跨世紀金曲演唱會》 （新光戲院大劇場）
- 2014年5月12日：《馮素波情牽舞台66周年粵調金曲演唱會》 （香港大會堂音樂廳）
- 2015年5月17日：《時光倒流70年代金曲演唱會》 （新光戲院大劇場）
- 2015年7月21日：《馮素波流金歲月演唱會2015》 （香港文化中心音樂廳）
- 2016年3月14日：《粵調金曲星輝夜演唱會2016》 （香港文化中心音樂廳）
- 2017年3月13日：《馮素波好歌絃途有你演唱會2017》 （香港文化中心音樂廳）
- 2018年5月4-5日：《媽媽你好嘢演唱會》（新光戲院大劇場）
- 2018年9月8日：《林沖星光閃爍亮晶晶演唱會2018》（沙田大會堂演奏廳）
- 2019年12月30日：《素仰大明演唱會2019》（香港大會堂音樂廳）

### 參與節目
- 1983年：下午茶[41]
- 2010年：龍騰天下
- 2018年：長命百二歲
- 2022年：萬千星輝賀台慶

### 配音
- 2021年：奇幻魔法屋  聲演：艾瑪（公映版本）

### 電台節目主持
- 2021年至今：雷霆881《樂齡王國》（與何飛鳳）

### 政府宣傳片
- 2023年：香港個人資料私隱專員公署「個人資料咪亂俾 踢走騙徒靠晒你」防騙宣傳短片
- 2024年：數字政策辦公室「友智識」長者數碼共融計劃宣傳短片

## 唱片
- 1966年：《玫瑰玫瑰我愛你》（Decca Orient (Pte.) Limited）

## 廣告
- 2016年：白蘭氏燕窩（三得利）
- 2023年：醫賞醫療、安信信貸、港鐵
- 2024年：廚紙（Scott）、利尻昆布染髮劑（飄然）

## 提名
- 2013年：第一屆「中國（杭州）國際微電影展」「金桂花獎」最佳女演員提名 一 微電影《微藍》[42]
- 2016年：第六屆「金花獎國際電影節」最佳女演員提名 一 微電影《微藍》